# 马尔科·贝尔德
马尔科·阿隆索·贝尔德·阿尔瓦雷斯（西班牙語：Marco Alonso Verde Álvarez，2002年2月11日—），墨西哥男子拳击运动员。他曾代表墨西哥参加2024年夏季奥林匹克运动会拳击比赛，获得男子71公斤级银牌。